# Fontaine-Notre-Dame (Aisne)
Fontaine-Notre-Dame – miejscowość i gmina we Francji, w regionie Hauts-de-France, w departamencie Aisne.
Według danych na styczeń 2014 roku gminę zamieszkiwały 384 osoby, a gęstość zaludnienia wynosiła 32,6 osób/km².